# Œillère
Les œillères sont des pièces de cuir ou de plastique faisant partie du harnachement du cheval. Attachées au montant de la bride, elles vont par deux et recouvrent une partie des yeux ou du champ de vision de l'animal, en l'empêchant ainsi de voir derrière lui et, parfois aussi, sur les côtés. Elles sont essentiellement utilisées pour la traction hippomobile en attelage de loisir et de compétition, et en course de plat et de trot attelé. 
Les œillères australiennes, spécifiques aux courses de plat, consistent en une peau de mouton ajoutée au montant de la bride.

## Étymologie et histoire

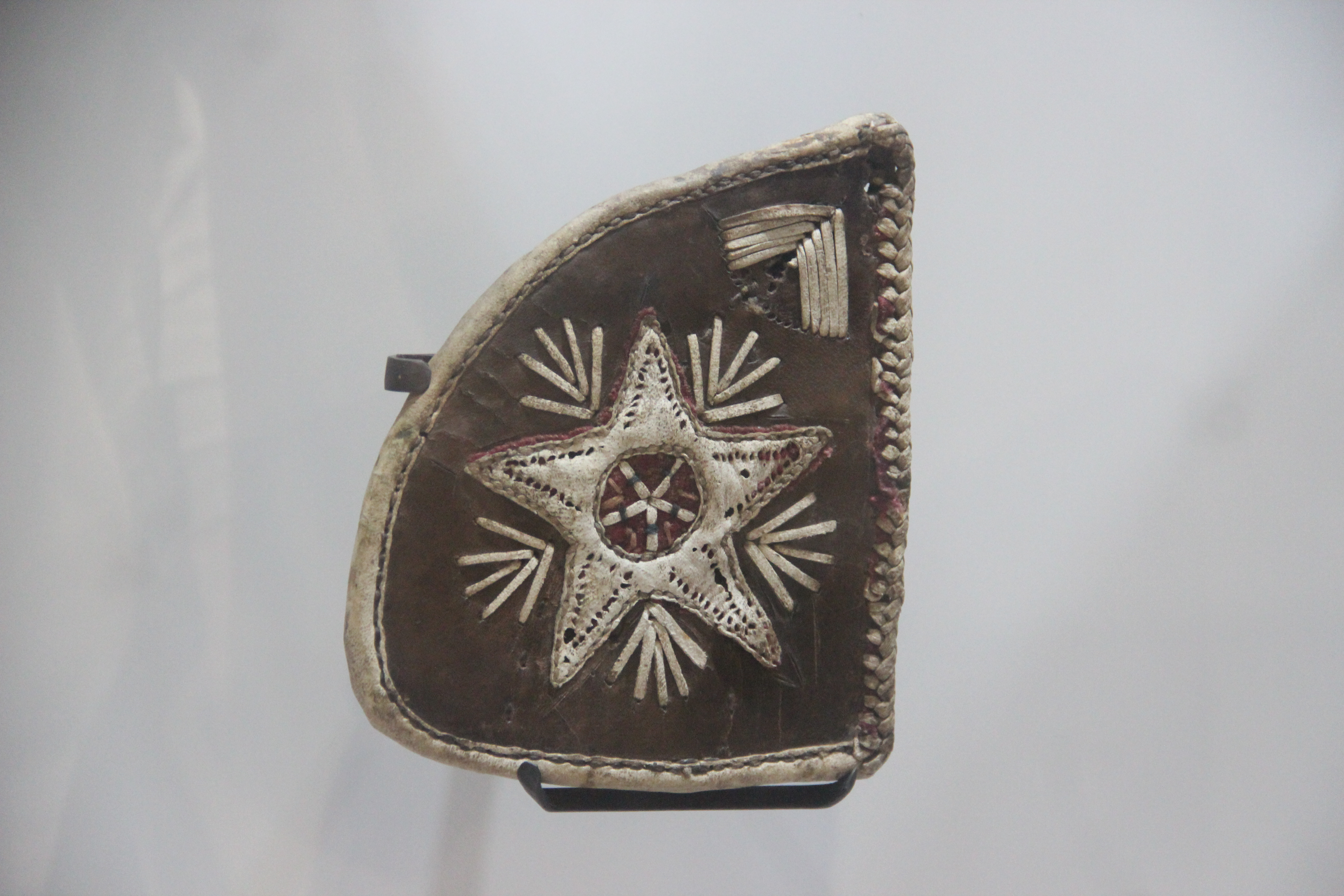
Œillère utilisée au Sénégal à la fin du XIX.

Le mot est d'abord attesté à la fin du XIIe siècle chez Chrétien de Troyes, dans le sens d'« ouverture sur le devant du heaume pour les yeux ». Le sens « pièce de cuir attachée au montant de la bride et empêchant le cheval qui les porte de voir sur le côté » remonte lui à 1611.
Grâce à ses yeux placés sur les côtés, le cheval possède un champ de vision très large lui permettant, dans la nature, de voir un prédateur arriver de loin, même derrière lui. À l'état domestique, cette particularité devient un handicap pour les utilisateurs de chevaux nerveux ou peureux dans des environnements stressants, comme les villes bruyantes, les champs de bataille, et plus récemment les champs de course.

## Description et utilisation

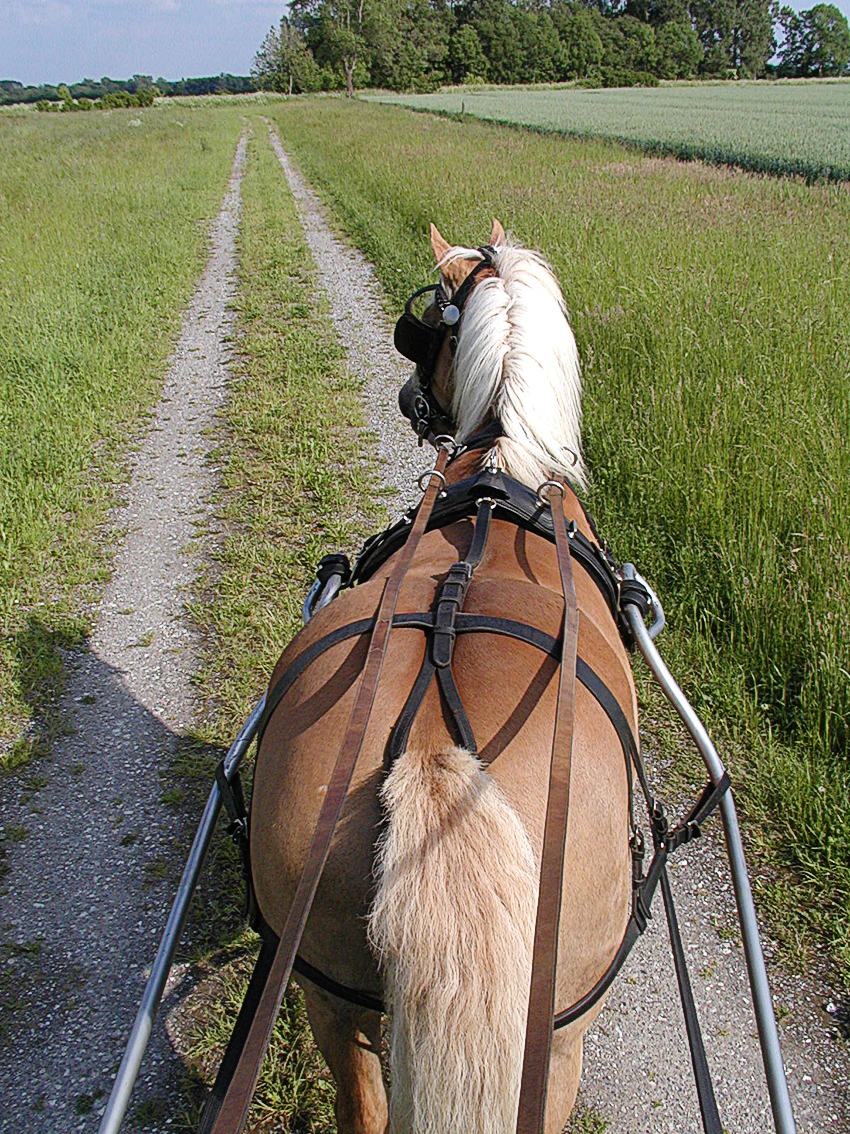
Cheval Haflinger attelé portant des œillères, vu de dos.

Les œillères sont des pièces généralement carrées, faites de cuir ou de plastique moulé, qui sont placées de part et d'autre des yeux du cheval, fixées à la bride ou sur un capuchon synthétique. Les œillères ayant un petit trou (type judas) pour permettre à l'animal d'avoir une vision restreinte vers l'arrière sont connues sous le nom de « visières ». En course hippique, les œillères sont ordinairement attachées à un capuchon synthétique placé sous la bride.
Tous les chevaux ne supportent pas les œillères, certains devenant très nerveux s'ils ne peuvent pas voir leur environnement. La plupart des utilisateurs d’œillères estiment qu'elles permettent de conserver l'attention du cheval sur ce qui se passe en face de lui, à son meneur et à sa course, plutôt qu'aux sources de distraction comme les foules ou les autres concurrents d'une course hippique. 

### En attelage de loisir ou de compétition
Les œillères sont principalement utilisées en attelage, avec la bride d'attelage, bien que celle-ci n'en comporte pas toujours. En effet, en attelage à un cheval, elles ne sont pas obligatoires. Elles le deviennent dès que l'attelage est multiple. Elles revêtent alors plusieurs fonctions :
- Empêcher le cheval de voir ce qui se passe derrière et à côté de lui, et ainsi augmenter sa concentration et son écoute[4]. Les chevaux d'attelage peuvent être effrayés dans les rues bondées d'une ville par exemple.
- Protéger les yeux du cheval de la mèche du fouet, en particulier si le meneur est inexpérimenté[4].
- Protéger les yeux du cheval du frottement avec les guides et les autres pièces d'attelage. Les chevaux qui se trouvent côte à côte en paire peuvent en effet se blesser avec les pièces d'attelage du type anneau en se frottant entre eux. Les timoniers (chevaux attelés devant le véhicule) peuvent se blesser les yeux avec les guides qui rejoignent le mors du cheval de volée (attelé en tête). Les guides du cheval de volée passent en effet dans la panurge, un petit anneau de la bride du timonier, situé à hauteur de ses yeux[4].

### En sport hippique

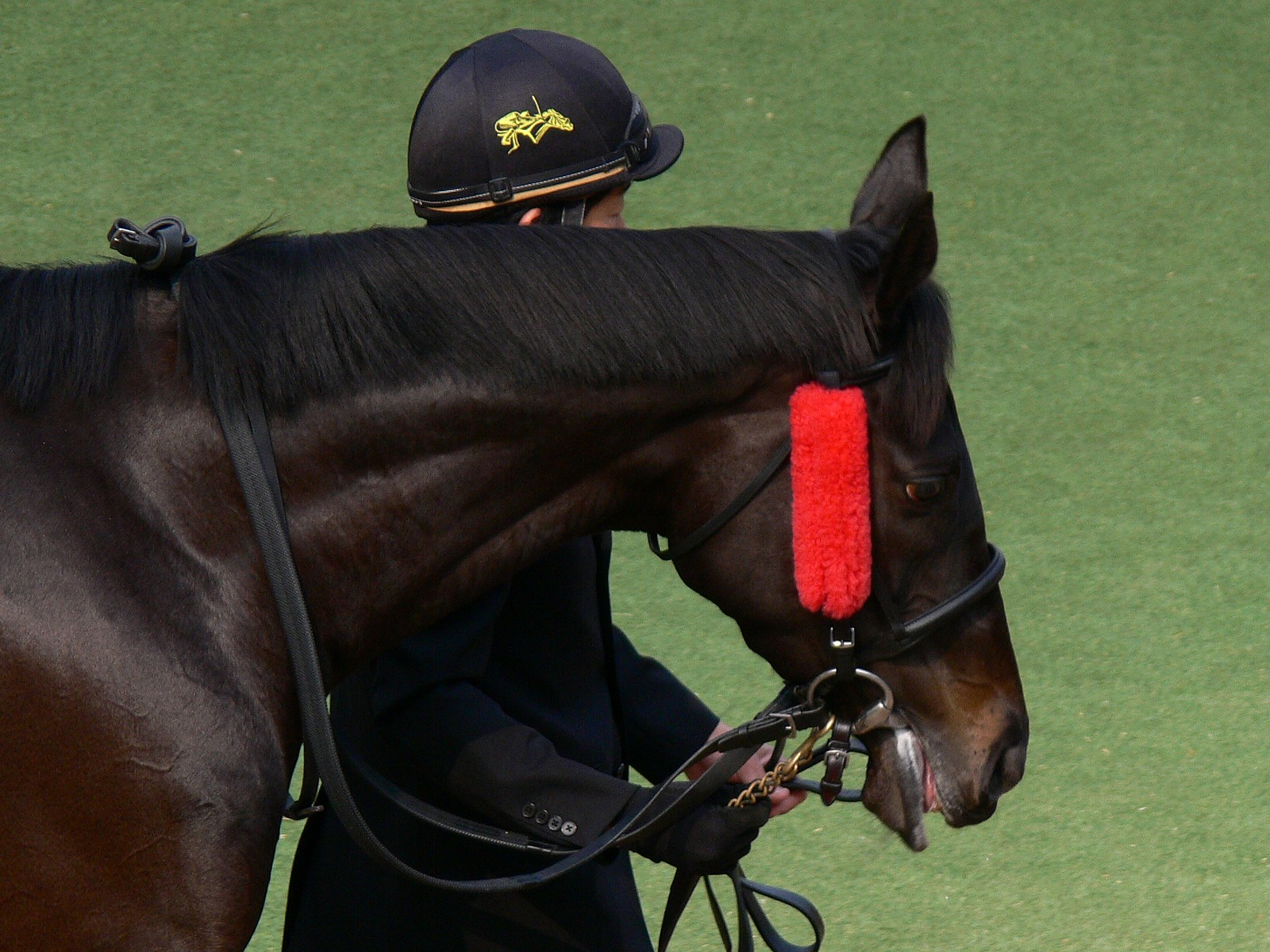
Œillères australiennes sur un cheval de course de plat.

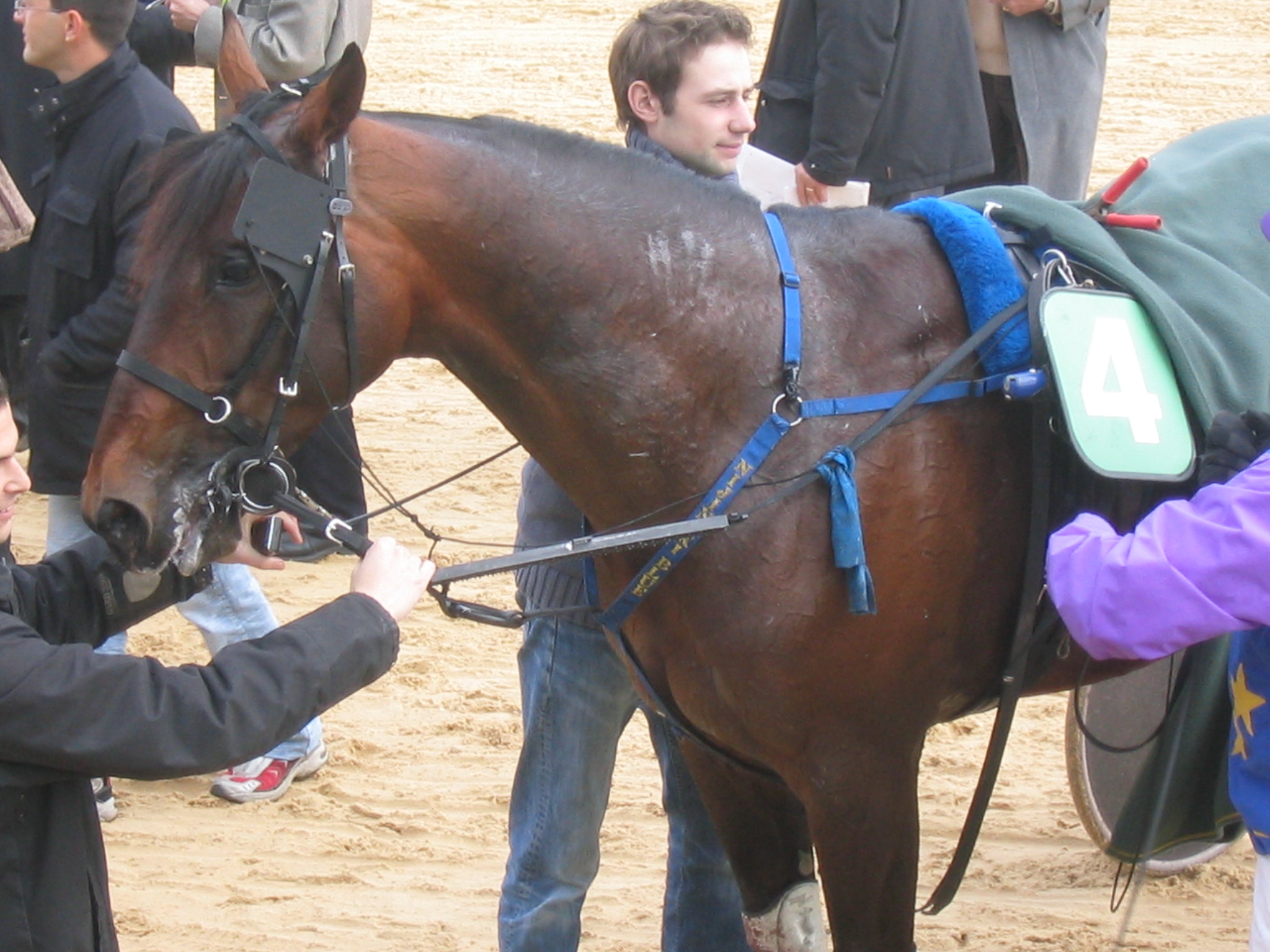
Cheval de trot attelé portant des œillères carrées pivotantes

En sport hippique, les œillères peuvent être employées sur des chevaux de course distraits par les autres concurrents, peureux, ou qui remuent trop la tête. Les œillères australiennes n'ont pas la même forme que celles employées en attelage, puisqu'elles consistent en une peau de mouton (ou une épaisseur de mousse) ajoutée au montant de la bride, empêchant l'animal de voir derrière lui, mais pas sur les côtés.
Il existe, pour le trot attelé tout particulièrement, des œillères mobiles que le driver peut à volonté ouvrir ou fermer.
Une analyse statistique de l'impact du port des œillères pour la première fois par un cheval engagé dans une course hippique a été menée sur plus de 50 000 chevaux. Cette analyse révèle que même si on note un impact sur les performances des chevaux portant pour la première fois des œillères, cet équipement à lui seul ne modifie pas de façon significative les performances d'un cheval.

## Culture populaire
Du fait de leur fonction empêchant le cheval de voir sur les côtés et derrière lui, l'expression « avoir des œillères » désigne une personne qui refuse de voir certaines choses ou qui est bornée, volontairement ou par étroitesse d'esprit.